# Уховский
Уховский — посёлок в Куйтунском районе Иркутской области России. Административный центр Уховского муниципального образования.

## География
Находится примерно в 30 км к западу от районного центра.

## История
В 1929 году на заимке Миромановка была организована сельскохозяйственная коммуна. Коммуна просуществовала не долго и уже в начале 1930-х была реорганизована в 4-е отделение Харикского зерносовхоза. В 1946 году на базе отделения была организована звероферма, позже преобразованная в зверосовхоз «Иркутский» . В 1956 году поселку было присвоено название Уховский, в честь Героя Советского Союза Ильи Игнатьевича Ухо.

## Население
| 2002  | 2010  | 2011  | 2012  | 2013  | 2014  | 2015  |
| ----- | ----- | ----- | ----- | ----- | ----- | ----- |
| 1360  | ↘1160 | ↘1154 | ↗1158 | ↘1140 | ↘1126 | ↘1105 |
| 2016  | 2017  |       |       |       |       |       |
| ↘1082 | ↘1062 |       |       |       |       |       |

По данным Всероссийской переписи, в 2010 году в посёлке проживало 1160 человек (563 мужчины и 597 женщин).